# Minho
Minho (portugalsky Rio Minho, španělsky  a galicijsky Río Miño) je řeka v severozápadním Španělsku (Galicie) a v Portugalsku (Norte). Na dolním toku tvoří hranici mezi oběma zeměmi. Je 340 km dlouhá. Povodí má rozlohu přibližně 22 500 km².

## Průběh toku
Pramení na severních svazích Kantaberského pohoří. Teče převážně kopcovitou krajinou. Poblíž města Rábade teče v rovinaté krajině, za městem Lugo si cestu nicméně prořezává hlubokým údolím. U obce Portomarín se nachází první větší přehrada na této řece (Embalse de Belesar), jejíž hráz se nachází u města Chantada. Dále na jih se nachází druhá vodní nádrž, Embalse de Peares, umístěné opět v hlubokém údolí řeky. Poté řeka teče dále na jihovýchod k městu Ourense a dále u města Melgaço tvoří severní hranici Portugalska, po zbytek toku dobu tvoří hraniční řeku mezi oběma státy. V dolním toku leží několik ostrovů. Ústí do Atlantského oceánu u města Caminha a hory Monte de Santa Trega.

## Vodní stav
Nejvyšší vodnosti dosahuje díky tajícímu sněhu a dešťům na jaře, nejnižší v létě. Na podzim a v zimě vodnost díky dešťům opět stoupá. Průměrný průtok vody na středním toku u města Ourense činí 242 m³/s).

## Využití
Vodní doprava je možná na dolním toku. Na řece leží galicijská města Lugo, Ourense, Tui, a portugalská sídla Melgaço, Monção a Valença do Minho. Při ústí leží galicijská A Guarda. Od soutoku se Silem až po ústí vede údolím řeky železniční trať.